# Lulzim Basha
Pour les articles homonymes, voir Basha.
Lulzim Xhelal Basha, né le 12 juin 1974 à Tirana, est un homme politique albanais.
Il est diplômé en droit de l'université d'Utrecht et a exercé des missions de juriste auprès de différents organes de l'ONU en Europe.
En 2005, il s'engage en politique en Albanie, rejoignant le PDSh de Sali Berisha. Il devient peu après ministre des Travaux publics, puis en 2007 ministre des Affaires étrangères. Nommé ministre de l'Intérieur en 2009, il démissionne en 2011 et se fait élire maire de Tirana, poste détenu depuis 11 ans par le socialiste Edi Rama.
Après la défaite du PDSh aux élections de 2013, il en prend à 39 ans la présidence. Il décide de ne pas se représenter en 2015 à la mairie de la capitale, finalement reprise par les socialistes.

## Biographie

### Formation et vie professionnelle
Il étudie le droit à l'université d'Utrecht. Il travaille auprès du Tribunal pénal international pour l'ex-Yougoslavie (TPIY) entre 1998 et 2000, puis pour le département de la Justice de la Mission d'administration intérimaire des Nations unies au Kosovo (MINUK) jusqu'en 2005.

### Engagement politique

#### Une carrière très rapide
Il adhère au Parti démocrate d'Albanie, de l'ancien président de la République Sali Berisha, en janvier 2005 et intègre la présidence du parti dès le mois de mai suivant. Il est le porte-parole du PDSh pendant la campagne des élections législatives du 3 juillet suivant.
Au cours de ce scrutin, remporté à la majorité relative par le PDSh, il est élu député à l'Assemblée.
Le 11 septembre, Lulzim Basha est nommé ministre des Travaux publics, des Transports et des Télécommunications dans le premier gouvernement de coalition du Premier ministre Berisha. Après la démission de Besnik Mustafaj le 24 avril 2007, il devient le 2 mai suivant ministre des Affaires étrangères, à l'âge de 32 ans.
À la suite des élections législatives du 28 juin 2009, le Parti démocrate conclut un accord avec le Mouvement socialiste pour l'intégration (LSI), dont le dirigeant Ilir Meta obtient le poste de chef de la diplomatie. Il est alors désigné ministre de l'Intérieur le 17 septembre dans le second cabinet de coalition de Berisha.

#### Maire de Tirana
Il démissionne le 20 avril 2011. Son prédécesseur, Bujar Nishani, prend sa suite au gouvernement. S'il renonce, c'est pour postuler à l'élection municipale de Tirana et affronter le président du Parti socialiste d'Albanie (PSSh) Edi Rama, maire de la capitale depuis octobre 2000.
Au cours du scrutin, il totalise 49,74 % des voix, soit 0,04 points et 93 voix d'avance sur Rama. L'Alliance pour les citoyens (ApQ), qui rassemble le PDSh et le LSI, réunit 49,19 % des suffrages exprimés et fait élire 28 conseillers municipaux sur 55, surpassant l'Alliance pour l'avenir (ApA), formée autour du PSSh, de 388 bulletins de vote. Il prend ses fonctions plus de deux mois après les élections, le 15 juillet.

#### Président du PDSh
Après que le Parti démocrate d'Albanie a perdu les élections législatives du 23 juin 2013, il postule à la présidence en vue de remplacer Berisha, qui ne se représente pas. Le 23 juillet, il l'emporte avec 80,39 % des suffrages exprimés face à un autre ancien ministre, Sokol Olldashi, un tiers des adhérents ayant pris part au vote.
Il ne se représente pas à l'élection municipale du 21 juin 2015, qui consacre la nette victoire du candidat socialiste Erion Veliaj sur la représentante libérale Halim Kosova.
Au cours des élections législatives du 25 juin 2017, il mène la campagne du PDSh, qui échoue à reprendre le pouvoir avec seulement 28,8 % des voix et 43 députés sur 140, tandis que le PSSh conduit par le Premier ministre Edi Rama s'adjuge la majorité absolue.
Il fait exclure du parti Sali Berisha en 2021.